# Bruno Mazzotta
Bruno Mazzotta (Follina, 3 aprile 1921 – Napoli, 1º marzo 2001) è stato un musicista e compositore italiano.

## Biografia
Nato a Follina in provincia di Treviso, dove il padre esercitava la professione di medico condotto, in tenerissima età si trasferì in Puglia, regione di origine della famiglia. Ancor giovanissimo si stabilì a Napoli, che sarebbe diventata sua patria d'adozione, per seguirvi contemporaneamente gli studi universitari presso la facoltà di medicina e chirurgia, in seguito abbandonati, e quelli musicali presso il Conservatorio di San Pietro a Majella di Napoli, dove si diplomò in pianoforte col maestro Celeste Capuana e in composizione con il maestro Achille Longo e il maestro Franco Michele Napolitano.
Giovanissimo insegnò presso i licei musicali di Lecce, Bari e Padova e poi presso i conservatori di Cagliari e Napoli, dove per molti anni ha formato generazioni di compositori e musicisti.
Successivamente la sua carriera di didatta si completò con la direzione del Conservatorio di Avellino e ancora una volta del Conservatorio di San Pietro a Majella di Napoli, dove rimase sino al compimento della sua carriera.
All'attività di insegnamento, da lui particolarmente amata e nella quale profuse oltre che capacità artistiche anche grandi doti umane, affiancò quella di autore.

## Vita privata
Era il padre di Ugo Mazzotta, medico legale e scrittore, e di Paolo Mazzotta.

## Morte
Morì a Napoli nel 2001.

## Opere

### Opere orchestrali
- Notturno 1940
- Hymeneae 1951
- Nove sentenze 1952
- Concerto per orchestra 1960
- Messa da Requiem 1972
- Missa pro defunctis 1998
- De Profundis 1998
- Ave Maria 1998

### Cameristica
- Quartetto quasi una fantasia 1941
- Quintetto 1951
- Trio per due trombe e trombone 1959
- Quartetto d'archi

### Opere solistiche
- Tre liriche michelangiolesche per voce
- Tre liriche pascoliane per voce 1939
- Sonatina per pianoforte 1952
- Invenzione per pianoforte 1954
- Dittico infantile per pianoforte 1958
- Preludio e ricercare per organo 1970
- Sonatina per pianoforte 1973
- Dialoghi per pianoforte 1973
- Epitaphes per voce 1973
- Recherche n°1 per flauto 1999
- Recherche n°2 per chitarra 1999

### Opere didattiche
- Appunti per le lezioni di Armonia
- Bassi e melodie nello stile imitato e fugato
- Elementi di musica corale